# الحفاظ على التاريخ الشفهي

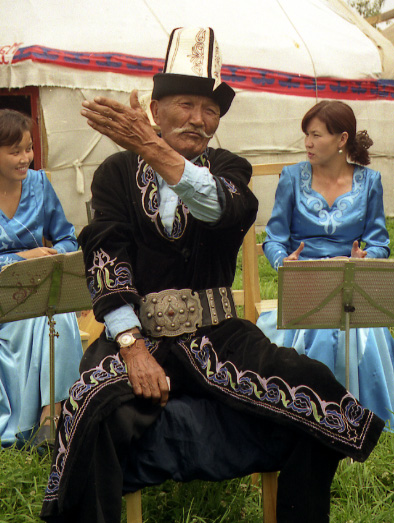
مسح ضوئي من صورة مقاس 35 ملم التقطتها في كاراكول في قيرغيزستان في يوليو 2002. الشخصية المركزية هي "ماناشي"، وهو راوي تقليدي حفظ أسطورة ملحمة ماناس بأكملها. هذا الفحص موجود في الملكية العامة (ومع ذلك، أحتفظ بملكية وحقوق الطبع والنشر للشفافية الأصلية وأي عمليات مسح عالية الدقة مستمدة منها). SiGarb 00:07، 16 نوفمبر 2005 (التوقيت العالمي المنسق)

الحفاظ على التاريخ الشفوي هو المجال الذي يتعامل مع رعاية وصيانة مواد التاريخ الشفوي، أيًا  كان التنسيق الذي قد تكون عليه. التاريخ الشفوي هو طريقة للتوثيق التاريخي، وذلك باستخدام مقابلات مع الناجين الأحياء في الوقت الذي يجري التحقيق فيه. غالبًا ما يتطرق التاريخ الشفوي إلى مواضيع نادرا ما تمسها بالوثائق المكتوبة، وبذلك يملأ فجوات السجلات التي تشكل الوثائق التاريخية المبكرة.

## متوسط

### الطرق السابقة لحفظ التاريخ الشفوي
تضمنت الطرق المبكرة لتسجيل الصوت اسطوانات الفونوغراف (يقوم القلم برسم أخاديد الشمع على السطح الخارجي للأسطوانة)، وتسجيلات الجراموفون (الأخاديد على الجانب المسطح من القرص) والتسجيلات المغناطيسية. 

### الطريقة الحالية لحفظ التواريخ الشفوية
بينما لا يزال يتم استخدام تسجيلات الشريط الصوتي من بكرة إلى بكرة، أصبحت تسجيلات الفيديو قياسية. يسمح هذا للباحث بأخذ لغة الجسد وتعبيرات الوجه (وكلاهما وسيلتان مهمتان للتواصل في حد ذاتهما) في الاعتبار. هناك أيضًا اتجاه ناشئ لاستخدام الهاتف لإنشاء دفاتر صوتية عندما تمنع المسافة الاتصال وجهًا لوجه. 
من أجل ضمان الحفاظ على التاريخ الشفوي، من المهم أن يتم نسخ جميع الأعمال وتخزينها بطريقة صحيحة على وسائط موثوقة. من المهم الحفاظ على التاريخ الشفوي في شكل رقمي حديث لضمان طول العمر وسهولة الاستخدام. إن أبسط وأسهل طريقة للقيام بذلك بالنسبة لسجلات الصوت هي شراء «مشغل إم بي 3 شخصي» لديه إمكانيات التسجيل، والتسجيل مباشرة على شريحة الفلاش في المشغل.  هذه غير مكلفة للغاية ويمكن أن تعقد عدة ساعات من المقابلات. يجب بعد ذلك تحميل الملفات إلى خادم كمبيوتر مركزي ويمكن نسخ النسخ على وسائط ضوئية، أو نسخها إلى محركات أقراص يو إس بي المحمولة التي يملكها الباحثون والعلماء والطلاب الذين يعملون مع المواد. 
يشيع استخدام الأقراص المدمجة القابلة للتسجيل على الشريط المغناطيسي للحفاظ على التاريخ الشفوي على مدى فترة طويلة من الزمن. كانت أشرطة الكاسيت المدمجة وشريط الفيديو شائعة ولكن تم استبدالها بالكامل تقريبا بوسائط بصرية مثل وسائط سي دي-آر ودي في دي. سي دي-آر هي تقنية ناجحة أثبتت موثوقيتها على مدى فترة من الزمن، ولكن ينبغي النظر إليها بحذر للتخزين على المدى الطويل حيث يتم خدش الوسائط بسهولة. الطريقة الأكثر أمانًا هي إنشاء قرص مضغوط «رئيسي ذهبي» لم يتم سحبه أبدا لاستخدامه من المكتبة، ونسخ مكررة من هذا للاستخدام من قبل الأشخاص الراغبين في الوصول إليه. حددت مجموعات التراث الشعبي، في مكتبة الكونغرس، معيارًا لـ 24 بتًا عند رقمنة الموسيقى.  ينتج عن هذا صوت «رائع» ويتمتع بمستوى عالٍ من التفاصيل (دانيلسون، 2001). تستخدم مكتبة الكونغرس سي دي-آر كإحدى طرق التخزين الخاصة بها. تتمتع مكتبة الكونغرس بميزانية أعلى من العديد من الجامعات أو الأرشيفات، وبذلك فهي قادرة على تخزين المواد في أماكن متعددة. لكن، ذكرت مكتبة الكونغرس أنها تعتقد أن تخزين الصوت على قرص مضغوط سي دي-آر هوطريقة تخزين آمنة (دانيلسون، 2001). يمكن للمرء أن يفترض أنه إذا اعتبرته مكتبة الكونغرس آمنا، فهو طريقة آمنة نسبيا للحفظ. 
يتمثل التحدي الكبير للحفاظ على التاريخ الشفوي اليوم في المعركة مع التقادم الرقمي. هناك ارتباط واضح بين الحفاظ على التاريخ الشفوي والحفظ الرقمي. غالبًا ما يتم تسجيل التواريخ الشفوية على مجموعة متنوعة من الأشرطة التي يتم نقلها في النهاية إلى تنسيقات محوسبة أو رقمية من أجل تسهيل استمرارها. ثم يجب الحفاظ على هذه التنسيقات الرقمية، إلى جانب البيانات الوصفية المقابلة لها، تمامًا مثل أي كائنات رقمية أخرى. يحدث التقدم التكنولوجي كل يوم ومن الصعب مواكبة هذه التغييرات. تعد المحاكاة والترحيل طريقتين يمكن من بواسطتها تغيير الأشكال لتكون مفيدة لفترة أطول. تركز المحاكاة على تصميم الأجهزة والبرامج التي ستقلد النظام القديم حتى يتمكن من قبول الملفات القديمة بينما تركز الترحيل على تركيب البيانات المحفوظة في عدد أقل من التنسيقات التي لا يزال بإمكانها ترميز تعقيدات البنية وشكل التنسيق الأصلي.
مع انخفاض التكلفة مؤخرا في محركات الأقراص الصلبة، يفكر خبراء الأرشفة الشفويون في نقل العديد من مقتنياتهم الشائعة إلى التخزين الدائم في مزرعة الخوادم. على سبيل المثال، يمكن لمحرك أقراص تيرابايت واحد بتكلفة أقل من 100 دولار أمريكي أن يحمل 1900 ساعة من الصوت غير المضغوط. على النقيض من ذلك، يمكن أن يحتوي القرص سي دي-آر على 76 دقيقة فقط من الصوت غير المضغوط. يمكن لبطاقات صفيف محرك الأقراص مثل 3ware 9650SE إدخال 8 تيرابايت من البيانات المحمية بدرجة كبيرة في علبة كمبيوتر قياسية. واحدة من المزايا الكبيرة للقيام بذلك هي أنه مع تقدم الخوادم في العمر وتقاعدها، يمكن ببساطة نسخ الملفات إلى خوادم بديلة أحدث وأكبر مما يجعل تقادم الأجهزة شيئًا من الماضي.